# ダラット市場
ダラット市場（ダラットしじょう/いちば、ベトナム語：Chợ Đà Lạt）は、ベトナムのダラット市の商業の中心に位置し、グエンティミンカイ通りにある。ダラットの中心を象徴する建物で、日々の商品の売買の場所だけでなく、市外からきた観光客に観光スポットとして有名な場所である。営業時間は約午前7時頃から午後6時。午後6時頃を過ぎると建物内部には入れなくなり、市場の外側でナイトマーケットが開かれる。

## 概要
1Fは、食品やお土産売り場、2Fは、食事処、3Fは、服飾雑貨となっている。市場の商品は、観光客向けの商品と生活用品の両方が販売されている。
市場の外周は、多くの露店があり、果物、花、食品など多くの品が手に入る。露店は早朝から深夜まで1日中経営している店も多い。夜のナイトマーケットでは、お菓子や焼き鳥などお手軽に買って食べられるものもあれば、机とイスがあり、座って食べられる店もある。観光客にとっては必ず訪れたい観光地となっている。

## ダラットの特産品

### 野菜
ダラットでは、高地野菜が人気である。ダラット野菜として、ベトナムでも大いに支持されており、ダラット市場でも多くの新鮮な野菜を購入することができる。

### 果物
ダラットのイチゴはとても有名であり、特産品としても大いに支持されている。他の果物と一緒にドライフルーツとして多く市場では販売されている。

### 加工品(ジャムやワイン)
ダラットでは、イチゴやブドウが有名であり、ジャムやワインが有名で、長く日持ちする商品であり、人気の品の一つ。